# Carl Jacob Löwig
Carl Jacob Löwig (17 tháng 3 năm 1803 - 27 tháng 3 năm 1890) là một nhà hóa học người Đức và đã phát hiện ra bromine độc lập với Antoine Jérôme Balard.
Ông nhận bằng tiến sĩ tại Đại học Heidelberg vì đã làm việc với Leopold Gmelin. Trong quá trình nghiên cứu về muối khoáng, ông đã phát hiện ra brom vào năm 1825, khi một loại khí màu nâu phát triển sau khi muối được xử lý bằng clo.
Sau khi làm việc tại Đại học Heidelberg và Đại học Zurich, ông trở thành người kế thừa của Robert Wilhelm Bunsen tại Đại học Breslau. Ông làm việc và sống ở Breslau cho đến khi qua đời vào năm 1890.